# Dębowo (województwo warmińsko-mazurskie)
Dębowo – osada w Polsce położona w województwie warmińsko-mazurskim, w powiecie olsztyńskim, w gminie Biskupiec.
W latach 1975–1998 miejscowość należała administracyjnie do województwa olsztyńskiego.
Rezerwat przyrody Dębowo – o powierzchni 24,7 ha, utworzony w celu ochrony różnowiekowego, najbardziej na wschód wysuniętego, naturalnego lasu bukowego.
Leży nad północnym brzegiem Jeziora Stryjewskiego.